# Stamford (Texas)
Stamford é uma cidade localizada no estado norte-americano de Texas, no Condado de Haskell e Condado de Jones.

## Demografia
Segundo o censo norte-americano de 2000, a sua população era de 3636 habitantes.
Em 2006, foi estimada uma população de 3227, um decréscimo de 409 (-11.2%).

## Geografia
De acordo com o United States Census Bureau tem uma área de
33,2 km², dos quais 15,4 km² cobertos por terra e 17,8 km² cobertos por água. Stamford localiza-se a aproximadamente 492 m acima do nível do mar.

## Localidades na vizinhança
O diagrama seguinte representa as localidades num raio de 32 km ao redor de Stamford.